# Uenoa hindustana
Uenoa hindustana är en nattsländeart som först beskrevs av Martynov 1936.  Uenoa hindustana ingår i släktet Uenoa och familjen Uenoidae. Inga underarter finns listade i Catalogue of Life.